# Elmo (Missouri)
Elmo és una població dels Estats Units a l'estat de Missouri. Segons el cens del 2000 tenia 166 habitants.

## Demografia
Segons el cens del 2000, Elmo tenia 166 habitants, 78 habitatges, i 45 famílies. La densitat de població era de 291,3 habitants per km².
Dels 78 habitatges en un 24,4% hi vivien nens de menys de 18 anys, en un 47,4% hi vivien parelles casades, en un 7,7% dones solteres, i en un 42,3% no eren unitats familiars. En el 41% dels habitatges hi vivien persones soles el 25,6% de les quals corresponia a persones de 65 anys o més que vivien soles. El nombre mitjà de persones vivint en cada habitatge era de 2,13 i el nombre mitjà de persones que vivien en cada família era de 2,87.
Per edats la població es repartia de la següent manera: un 25,3% tenia menys de 18 anys, un 6% entre 18 i 24, un 22,9% entre 25 i 44, un 21,7% de 45 a 60 i un 24,1% 65 anys o més.
L'edat mediana era de 42 anys. Per cada 100 dones de 18 o més anys hi havia 85,1 homes.
La renda mediana per habitatge era de 20.833 $ i la renda mediana per família de 27.500 $. Els homes tenien una renda mediana de 25.417 $ mentre que les dones 9.375 $. La renda per capita de la població era de 12.966 $. Entorn del 15,6% de les famílies i el 24,2% de la població estaven per davall del llindar de pobresa.

## Poblacions més properes
El següent diagrama mostra les poblacions més properes.